# Kole (Einheit)
Der Kole, auch Kohl, war ein Längenmaß in Cochin in Malabar. Nach den Abmessungen entsprach er der Elle. 
- 1 Kole = 24 Borrels = 327,258 Pariser Linien = 0,73824 Meter[1]
- 1 Kole = 24 Angoolam